# Fysisk Format
El format Fysisk és un segell discogràfic noruec especialitzat en l'escena musical underground d'Oslo. El segell va ser creat el 2008 per Kristian Kallevik, amb membres d'Okkultokrati, Årabrot, Aristillus (banda) i Snöras que també hi van treballar al llarg dels anys. Fysisk Format té la seu al soterrani de la reconeguda botiga de discos subterrània Tiger Records, al centre d'Oslo que es va fundar l'any 1996 i que Kristian Kallevik agafaria la direcció l'any 2000. També distribueixen enregistraments per altres segells amb el nom de Diger.
El segell ha fet una aposta centrant-se en formats físics i empaquetatges de qualitat en un moment en què cada cop són més els segells que busquen solucions digitals a la distribució de música.
Entre els seus artistes hi ha Årabrot i The Good The Bad and The Zugly.